# Каймашабаш
Каймашабаш (баш. Ҡаймашабаш) — село в Янаульском районе Республики Башкортостан Российской Федерации. Входит в состав Иткинеевского сельсовета.

## География

### Географическое положение
Расположено на правом берегу речки Каймашинка (отсюда название; баш означает исток), граничит с деревней Каймаша, находящейся на противоположном берегу. Расстояние до:
- районного центра (Янаул): 17 км,
- центра сельсовета (Иткинеево): 6 км,
- ближайшей ж/д станции (Янаул): 17 км.

## История
Деревня основана по договору 1683 года о припуске на вотчинных землях башкир Уранской волости Осинской дороги ясачными удмуртами, в 1748 году их было 47 ревизских душ, V ревизия 1795 года учла 132 тептяря из удмуртов — 60 женщин и 72 мужчины.
В 1816 году было учтено 112 душ мужского пола в 30 дворах, в 1834 году — 302 человека обоего пола в 47 дворах. В 1842 году к деревне относилось 29 десятин усадебной земли, 600 десятин пашни, 2500 — сенокоса и 110 леса. Жителям принадлежало 226 лошадей, 236 коров, 315 овец, 300 коз. Пчеловоды владели 40 ульями и 20 бортями. Имелось три водяные мельницы. В 1859 году учтено 483 человека в 78 дворах.
В 1870 году — деревня Каймашбаш 3-го стана Бирского уезда Уфимской губернии, 75 дворов и 515 жителей (248 мужчин и 267 женщин, ошибочно записаны марийцами).
В 1896 году в деревне Каймашабашева Новокыргинской волости IV стана Бирского уезда — 140 дворов, 802 жителя (427 мужчин, 375 женщин), инородческое начальное училище, 3 конных обдирки и бакалейная лавка.
По данным переписи 1897 года в деревне проживало 847 жителей (435 мужчин и 412 женщин), из них 774 были язычниками.
В 1906 году — 880 жителей, двухклассное министерское училище, 2 бакалейные лавки.
По данным подворной переписи, проведённой в уезде в 1912 году, деревня входила в состав Норкановского сельского общества Ново-Кыргинской волости. В деревне имелось 170 хозяйств припущенников (из них 3 без надельной земли), где проживало 1046 человек (534 мужчины, 512 женщин). Количество надельной земли составляло 2271 казённую десятину (из неё 317,09 десятин сдано в аренду), в том числе 2076 десятин пашни и залежи, 100 десятин сенокоса, 32 десятины неудобной земли, 30 десятин усадебной земли, 25 десятин леса и 8 — выгона. Также 307 десятин земли было куплено, 401,89 — арендовано. Посевная площадь составляла 1467,54 десятины, из неё почти половину занимала рожь, чуть больше трети — овёс, по несколько процентов приходилось на гречу, горох, полбу, коноплю и просо. Из скота имелось 575 лошадей, 482 головы КРС, 1002 овцы и 33 козы. 8 хозяйств держали 37 ульев пчёл. 14 человек занимались промыслами.
В 1920 году по официальным данным в деревне той же волости 171 двор и 931 житель (452 мужчины, 479 женщин), по данным подворного подсчета — 990 удмуртов и 18 русских в 172 хозяйствах.
В 1926 году деревня относилась к Янауловской волости Бирского кантона Башкирской АССР.
В 1939 году население деревни составляло 686 человек, в 1959 году — 566 жителей.
В 1952 году деревня относилась к Каймаша-Башевскому сельсовету Янаульского района (с центром в деревне Каймаша), в 1969 году показана уже селом с населением 572 человека по данным текущего учёта, в Иткинеевском сельсовете.
В 1982 году население — около 410 человек.
В 1989 году — 366 человек (170 мужчин, 196 женщин).
В 2002 году — 359 человека (172 мужчины, 187 женщин), удмурты (98 %).
В 2010 году — 323 человека (155 мужчин, 168 женщин).
Имеются основная школа, детский сад, ФАП, сельский клуб, библиотека.

## Население
| 2002 | 2009 | 2010 |
| ---- | ---- | ---- |
| 359  | ↗363 | ↘323 |